# 秋葉四郎
秋葉 四郎（あきば しろう、1937年（昭和12年）5月18日 - ）は、日本の歌人・文芸評論家・随筆家・教育者。学位は、文学博士。短歌結社「歩道」編集長、斎藤茂吉記念館館長、日本歌人クラブ顧問（第6代会長）。千葉県出身。

## 概要
第一歌集『街樹』における時代の息吹を反映した新鮮な詠風から出発し、以後現在に至るまで旺盛な作歌活動を続けている歌人。1966年（昭和41年）に「歩道」に入会し佐藤佐太郎に師事。都市風景や現代の世相を鋭敏な感覚で捉えた作品に優れたものが多く、雄渾な歌風を特色とする。また、オーロラ、鯨など、従前の歌人が対象とすることのなかった海外詠も多く、作品の幅が広い。1970年代（昭和40年代後半）から十数年間、歌人佐藤佐太郎を献身的に支え、その随聞をまとめた『短歌清話』上下二巻は、佐藤佐太郎の純粋短歌の世界を余すところなく伝える好著である。斎藤茂吉を中心とするアララギ系歌人に関する論考が多い。近著では戦争と斎藤茂吉について正面から向き合った編著「茂吉 幻の歌集『萬軍』」（岩波書店）がある。聖教新聞歌壇選者。

## 略歴
- 1937年（昭和12年） - 千葉県香取郡多古町に生まれた。
- 1955年（昭和30年） - 千葉県立多古高等学校在学中に、文芸部活動として伊藤左千夫、古泉千樫、蕨真一郎等の調査研究などを行った。
- 1960年（昭和35年） - 千葉大学教育学部を卒業、千葉県公立学校の教員となる。
- 1966年（昭和41年） - 「歩道」に入会、佐藤佐太郎に師事。
- 1968年（昭和43年） - 毎日歌壇賞（佐藤佐太郎選）を受賞。
- 1972年（昭和47年） - この年あたりから佐藤佐太郎夫妻と行動を共にすることが多くなった。
- 1974年（昭和49年） - 「歩道三十周年記念」歩道大賞を「要約」三十首で受賞、「歩道年度賞」を同時に受けた。
- 1975年（昭和50年） - 千葉市立高洲第二中学校（同年開校）の国語教員となる。
- 1975年（昭和50年） - 第一歌集『街樹』（短歌新聞社）刊行。
- 1976年（昭和51年） - 佐藤佐太郎の著書『佐藤佐太郎全歌集』（講談社）、『茂吉解説』（弥生書房）、『茂吉秀歌』（岩波書店）などの刊行の編集に当たった。
- 1981年（昭和56年） - 歌誌「歩道」の編集委員長。
- 1984年（昭和59年） - 第二歌集『黄雲』（短歌新聞社、昭和歌人集成・25）刊行。佐藤佐太郎の短歌入門書『短歌を作るこころ』（角川書店）の編集に当たった。
- 1986年（昭和61年） - 『佐藤佐太郎自選歌抄』（角川書店）の編集に当たった。
- 1988年（昭和63年） - 千葉市立犢橋中学校校長。
- 1989年（平成元年） - 歌論『現代写生短歌』（短歌新聞社）刊行。第三歌集『極光』（短歌新聞社）刊行。
- 1991年（平成 3年） - 鑑賞・現代短歌 四『佐藤佐太郎』（本阿弥書店）刊行。
- 1994年（平成 6年） - 千葉市教育委員会学校教育部長。
- 1996年（平成 8年） - 『歌人佐藤佐太郎』（短歌新聞社）刊行。
- 1997年（平成 9年） - 編著『佐藤佐太郎秀歌』（角川書店）を刊行。編著『佐藤佐太郎書画名品集』刊行。
- 1998年（平成10年） - 日本文藝家協会会員。短歌新聞社文庫『街樹』（短歌新聞社）刊行。
- 1999年（平成11年） - 二松學舎大学文学部の非常勤講師、千葉大学教育学部の非常勤講師。
- 2001年（平成13年） - 第四歌集『来往』（短歌新聞社）刊行。編集解説に当たった『佐藤佐太郎集』全八巻（岩波書店）の刊行が始まる。短歌入門書『作歌のすすめ』（短歌新聞社）刊行。
- 2002年（平成14年） - 『佐藤佐太郎集』全八巻（岩波書店）が完結。
- 2003年（平成15年） - 随筆『アンデスの雷』（砂子屋書房）刊行。『新論歌人茂吉』（角川書店）刊行。「短歌現代」に「蕨眞　人とその歌」を連載。
- 2004年（平成16年） - 「短歌」に「短歌清話」―佐藤佐太郎随聞連載開始。現代短歌文庫『秋葉四郎歌集』（砂子屋書房）刊行。第五歌集『遠遊アンデス』（短歌新聞社）刊行。
- 2006年（平成18年） - 第六歌集『新光』刊行。第八歌集『東京二十四時』刊行。神田宗武氏の協力により「佐藤佐太郎研究資料室」開設。
- 2007年（平成19年） - 第七歌集『鯨の海』刊行。短歌新聞社賞受賞
- 2008年（平成20年） - 日本歌人クラブ会長に就任。
- 2009年（平成21年） - 『短歌清話　佐藤佐太郎随聞』刊行。第九歌集『蔵王』刊行。
- 2010年（平成22年） - 文庫版の短歌新聞社選書『作歌のすすめ』（短歌新聞社）刊行。
- 2011年（平成23年） - NHKカルチャーラジオ「歌人茂吉 人間茂吉」放送。『歌人茂吉 人間茂吉』出版。第十歌集『自像』刊行。
- 2012年（平成24年） - 博士学位（文学）取得（立命館大学）。『完本 歌人佐藤佐太郎』（角川学芸出版）刊行。編著「茂吉 幻の歌集『萬軍』」刊行。
- 2013年（平成25年） - 編著「茂吉 幻の歌集『萬軍』」（岩波書店）で、第24回斎藤茂吉短歌文学賞受賞。『短歌入門　実作ポイント助言』刊行、歌集『平成大震災』編集・発行（いりの舎）。文庫本 歌集『蔵王』発行（いりの舎）。秋葉四郎編集・註『愛唱 斎藤茂吉歌集赤光/初版』発行（公益財団法人斎藤茂吉記念館）。斎藤茂吉記念館長就任。
- 2014年（平成26年） -　第十一歌集『みな陸を向く』刊行。
- 2017年（平成29年） -　『大人の短歌入門』刊行。
- 2017年（平成29年） -　第十二歌集『樹氷まで』刊行。
- 2020年（令和2年） - 『茂吉からの手紙』を中心とした永年の功績に対して、日本歌人クラブ大賞を受賞。

## 著書

### 歌集
- 第一歌集『街樹』　短歌新聞社、1975年
- 第二歌集『黄雲』　短歌新聞社、1984年
- 第三歌集『極光』　短歌新聞社、1989年
- 第四歌集『来往』　短歌新聞社、2001年
- 第五歌集『遠遊アンデス』　短歌新聞社、2003年
- 第六歌集『新光』　角川書店、2006年
- 第七歌集『鯨の海』　角川書店、2007年
- 第八歌集『東京二十四時』　短歌新聞社、2006年
- 第九歌集『蔵王』　角川書店、2009年
- 第十歌集『自像』　角川書店、2011年
- 現代短歌文庫『秋葉四郎歌集』　砂子屋書房、2003年
- 文庫本 歌集『蔵王』　いりの舎、2013年
- 第十一歌集『みな陸を向く』 角川学芸出版、2014年
- 第十二歌集『樹氷まで』、短歌研究社、2017年

### 評論
- 歌論『現代写生短歌』　短歌新聞社、1989年
- 鑑賞・現代短歌 四『佐藤佐太郎』　本阿弥書店、1991年
- 『歌人佐藤佐太郎』　短歌新聞社、1996年
- 編著『佐藤佐太郎秀歌』　角川書店、1997年
- 短歌入門書『作歌のすすめ』　短歌新聞社、2001年
- 『新論歌人茂吉』　角川書店、2003年
- 『歌人茂吉 人間茂吉』　NHK出版、2011年
- 『完本 歌人佐藤佐太郎』　角川学芸出版、2012年
- 『短歌入門 実作ポイント助言』　飯塚書房　2013年
- 『茂吉入門：歌人茂吉 人間茂吉』　飯塚書房　2017年
- 『大人の短歌入門』　角川文化振興財団、2017年

### 随筆
- 随筆『アンデスの雷』　砂子屋書房、2003年
- 『短歌清話　佐藤佐太郎随聞』　角川書店、2009年

### 編著
- 編著　茂吉 幻の歌集『萬軍』　岩波書店、2012年
- 編集　歌集 平成大震災　いりの舎、2013年
- 編・註　愛唱 斎藤茂吉歌集赤光/初版　（財団法人斎藤茂吉記念館）、2013年